# Iglesia de la Trinidad (Oslo)

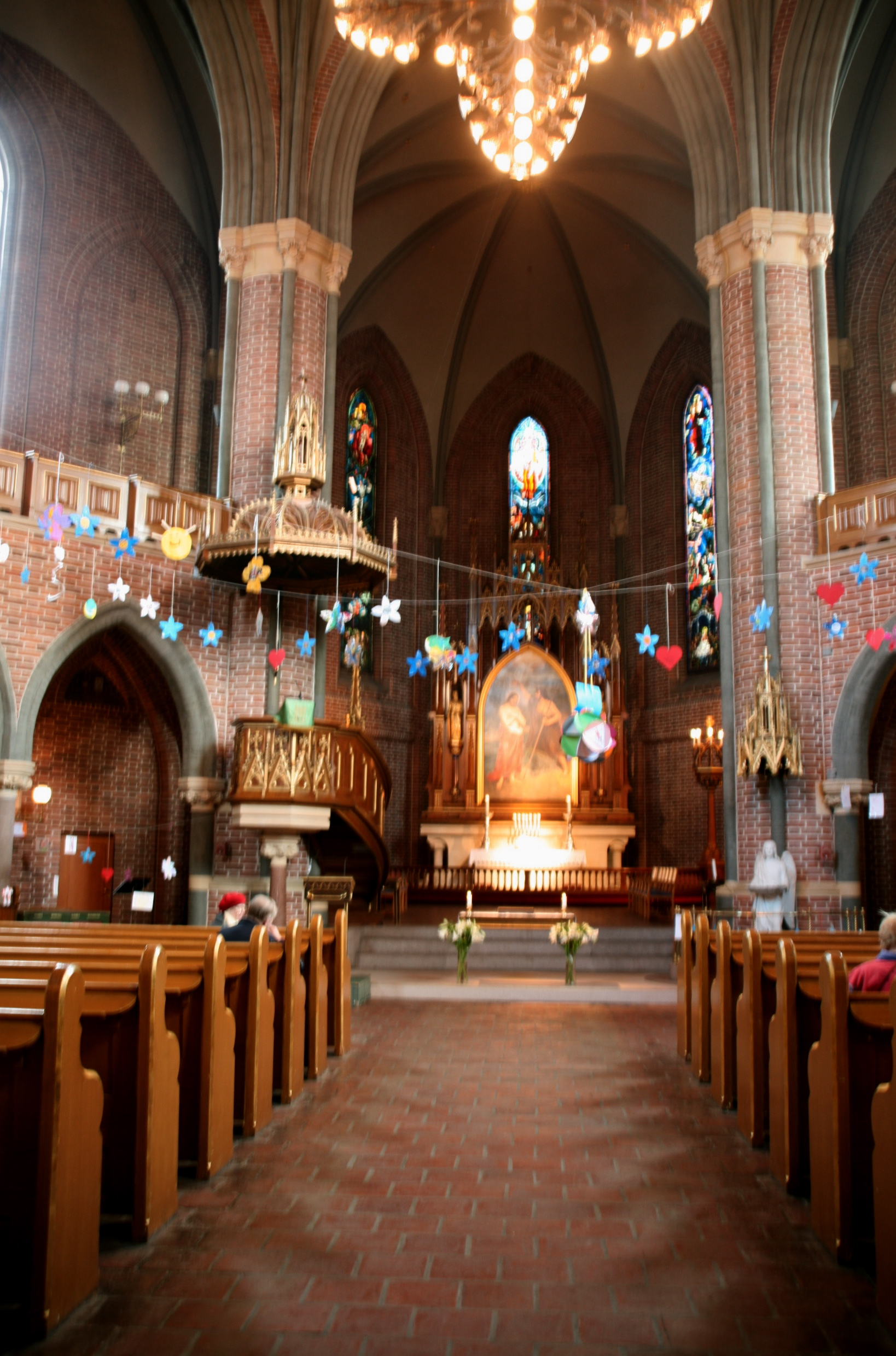
Interior

La iglesia de la Trinidad (en noruego, Trefoldighetskirken) es un templo en el barrio de Hammersborg, dentro del distrito de St. Hanshaugen, en Oslo (Noruega). Es el templo de la parroquia de la Trinidad, perteneciente a la Diócesis de Oslo de la Iglesia de Noruega.
La iglesia de la Trinidad fue consagrada en 1858 por el obispo Jens Lauritz Arup. Es una iglesia de planta central de estilo neogótico, con dos campanarios y una cúpula de ocho lados. Fue diseñada por el arquitecto hamburgués Alexis de Chateauneuf, pero algún tiempo después la obra quedó a cargo de su alumno Wilhelm von Hanno, quien hizo algunas modificaciones a los planos originales y puso su sello personal en los detalles de la decoración interior. El órgano principal (1872) es obra de Claus Jensen, el retablo del altar mayor (1866) es una pintura de Adolph Tidemand, las arañas de luces fueron diseñadas por Emanuel Vigeland en 1923, y Frøydis Haavardsholm fue la autora de los vitrales.